# Йоханета фон Сайн-Витгенщайн
Йоханета фон Сайн-Витгенщайн (на немски: Johannetta (Johanna) von Sayn-Wittgenstein; * 27 август 1632, Витгенщайн; † 28 септември 1701, Йена) от род Спанхайми, е графиня от Сайн-Витгенщайн и чрез женитби ландграфиня на Хесен-Браубах (1647 – 1651) и херцогиня на Саксония-Марксул (1662 – 1671) и Саксония-Айзенах (1671 – 1686).

## Живот
Дъщеря е на граф Ернст фон Сайн-Витгенщайн (1594 – 1632) и съпругата му графиня Луиза Юлиана фон Ербах (1603 – 1670), дъщеря на граф Георг III фон Ербах.
Йоханета се омъжва на 27 (30) септември 1647 г. (на 15 години) във Фридевалд за ландграф Йохан фон Хесен-Браубах (1609 – 1651), малкият брат на ландграф Георг II фон Хесен-Дармщат. Бракът е бездетен.
Останала вдовица през 1651 г. тя се омъжва (на 29 години) втори път във Валау на 29 май 1661 г. за херцог Йохан Георг I фон Саксония-Айзенах (1634 – 1686), третият син на херцог Вилхелм фон Саксония-Ваймар.
Йоханета умира на 69 години в Йена и е погребана в Айзенах.

## Деца
Йоханета и херцог Йохан Георг I фон Саксония-Айзенах имат децата:
- Елеонора Ердмута Луиза (1662 – 1696), омъжена

1. 1681 г. за Йохан Фридрих (1654 – 1686), маркграф на Бранденбург-Ансбах
2. 1692 г. за Йохан Георг IV (1668 –1694), курфюрст на Саксония.
- Фридрих Август (1663 – 1684), наследствен принц на Саксония-Айзенах
- Йохан Георг II (1665 – 1698), херцог на Саксония-Айзенах
- Йохан Вилхелм (1666 – 1729), херцог на Саксония-Айзенах
- Фридерика Елизебет (1669 – 1739), омъжена 1698 г. за херцог Йохан Георг от Саксония-Вайсенфелс